# 櫻川めぐ
櫻川 めぐ（さくらがわ めぐ、1988年10月24日 - ）は、日本の女性歌手、声優。旧芸名は「桜川 めぐ」（読み方は同じ）。茨城県桜川市出身。
芸名は桜川市に由来する。プロ・フィット声優養成所を卒業。アリア・エンターテインメント芸能部S所属

## 略歴

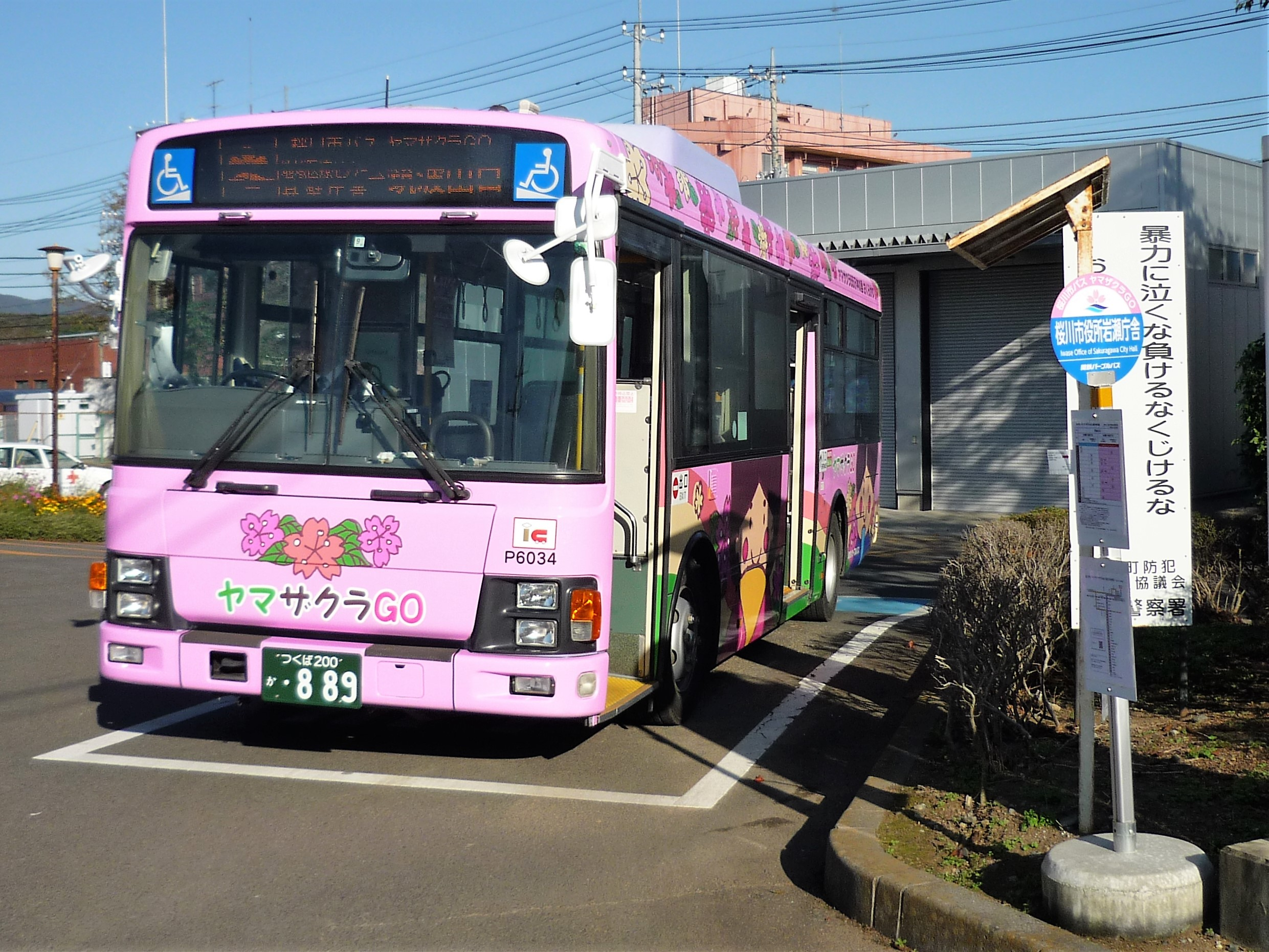
茨城県桜川市の「さくらがわ応援大使」であり、地元バスの車内自動放送の声も担当。（桜川市バス）

中学時代にミュージカルで『美女と野獣』の主人公ベルを演じたことをきっかけに演技や歌に興味を持つようになる。その後、プロ・フィット声優養成所11期生として入所し、プロ・フィット所属となる。
養成所在学中に、PSP用ゲーム『この青空に約束を― てのひらのらくえん』のオープニングテーマ「つまさきMovin'on!」で歌手デビュー。2012年7月25日にランティスから「BRAVE BLADE!」でメジャーデビューを果たした。
2016年4月1日付けでプロ・フィットを退所し、フリーランスとして活動。2017年、声優および歌手活動名義を「櫻川めぐ」に改名、同年3月1日付で株式会社Sの所属となる。但し「櫻」は一部メディアで使用に制限がある旧字体の為、この場合は引き続き新字体の「桜」を使用する。
2017年7月、出身地である茨城県桜川市の「さくらがわ応援大使」に就任。2019年11月には茨城県の「いばらき大使」にも委嘱された。
2020年、第14回声優アワードで、Roseliaとして歌唱賞	を受賞。
2023年4月より、平成音楽大学声優コースの講師に就任。

## 出演
太字はメインキャラクター。

### テレビアニメ
2009年
- WHITE ALBUM（少女）

2011年
- うたの☆プリンスさまっ♪ マジLOVE1000%（ミサキ、生徒、女子、レポーター、少年、女子生徒、女生徒、観客）

2013年
- ラブライブ!（2013年 - 2014年、綺羅ツバサ、友達B、子供A、友達、生徒B、店員、広報女子）- 2シリーズ
- やはり俺の青春ラブコメはまちがっている。（2013年 - 2020年、ゆっこ、女子生徒、カマクラ、総武高校書記、係員）- 3シリーズ

2016年
- ワガママハイスペック（桜木・R・アーシェ、女の子）

2017年
- BanG Dream!（2017年 - 2022年、宇田川あこ） - 3シリーズ + 1作品

2018年
- BanG Dream! ガルパ☆ピコ（2018年 - 2021年、宇田川あこ） - 3シリーズ

2020年
- アサルトリリィ BOUQUET（内田眞悠理）

2022年
- てっぺんっ!!!!!!!!!!!!!!!（小松崎みゆ）

2023年
- BanG Dream! It's MyGO!!!!!（宇田川あこ）

2024年
- 多数欠（女）

### 劇場アニメ
- 龍 -RYO-（2013年、子供たち〈青〉）
- PERSONA3 THE MOVIE #1・3（2013年 - 2015年、女子D、生徒B）
- ラブライブ!The School Idol Movie（2015年、綺羅ツバサ）
- BanG Dream! FILM LIVE / 2nd Stage（2019年 - 2021年、宇田川あこ[21][22]） - 2作品
- 劇場版 BanG Dream! Episode of Roselia I・II（2021年、宇田川あこ[23]）- 2部作
- 劇場版 BanG Dream! ぽっぴん'どりーむ!（2022年、宇田川あこ）

### OVA
- ひぐらしのなく頃に煌（2011年）
- 蒼き雷霆 ガンヴォルト（2017年、シアン / モルフォ）[24]

### ゲーム
2010年
- 魔法少女リリカルなのはA's PORTABLEシリーズ（2010年 - 2011年、システムボイス） - 2作品

2013年
- 箱庭のフォルクローレ（魔女コロネ）

2014年
- 蒼き雷霆 ガンヴォルトシリーズ（2014年 - 2024年、シアン / モルフォ、神園ミチル） - 4作品
- 戦場のウエディング（かけだし冒険者ファナ）

2015年
- アイドル事変（安田和奈）
- 音速少女隊 -Photon Angels-（アイン）
- ラブライブ! スクールアイドルフェスティバル（綺羅ツバサ）
- 幻獣姫（サルワ）
- 戦国アスカZERO（龍造寺隆信）
- 果つることなき未来ヨリ（ガレーネ） - PS Vita版

2017年
- バンドリ! ガールズバンドパーティ!（2017年 - 2023年、宇田川あこ）
- LINE 潜空のレコンキスタ（玄武）
- ワガママハイスペック（桜木・R・アーシェ） - 家庭用移植版
- Ar:pieL（シエスタ、エレイン、ルナ）

2018年
- 百花標人伝アスカ（亞里朱）
- ルナクロニクルR（シエラ、ヘラン）

2019年
- Shadowverse（美食の伝道者、暗雲の巫女・エネス、ブライトシューター）
- CARAVAN STORIES（ルヴレ）
- 妖怪正伝～もののけ山海経～（鬼母夜叉）

2020年
- ムーンライトナイツ - LunachroR Returns（シエラ、ヘラン）
- にゃんグリラ（ナナ）
- ロストディケイド（宇田川あこ）

2021年
- ひめがみ神楽（ガネーシャ、鉄扇公主）

2023年
- イースX -NORDICS-（ミレット）

2024年
- カルドアンシェル（シアン / モルフォ、ミケーラ）

### ラジオ
※はインターネット配信。
- RoseliaのRADIO SHOUT!（2017年 - 、HiBiKi Radio Station※）[48]

### ドラマCD・音声作品
- ドラマCD いつか天魔の黒ウサギ〜900秒の放課後〜（2009年、ミキ[49]）
- 薔薇嬢のキス 〜rose2〜（2009年、女子生徒）
- うたの☆プリンスさまっ♪ マジLOVE1000% サイドストーリー「君に歌うラブソング」（2011年、アナウンス）
- エミル・クロニクル・オンライン 7thアニバーサリードラマCD（2012年、ティティル）
- いますぐお兄ちゃんに妹だっていいたい!ドラマCD「いますぐお兄ちゃんに誰か一人を選んでっていいたい!」（2013年）[50]
- Free! 岩鳶高校水泳部 活動日誌1（2013年、子供）
- BAR「Envelop」マスター・朱里　(2020年、朱里(あかり))[51]（ASMR作品、DL版のみ）
- マンガドア「バンドリ！ ガールズバンドパーティ！ Roselia Stage」（2021年、宇田川あこ[52]）
- 鬼の陰陽師（2023年、ミツネ[53]） - クラウドファンディング返礼品[54]

### 吹き替え
- ハンド・オブ・ゴッド（2015年）

### ネット配信番組
- えこなまっ!（2011年 - 2012年、ニコニコ生放送）パーソナリティ[55]
- ガンヴォルト情報局　(MC期間：2016年5月～9月、2017年6月～8月、2020年2月～6月、2022年4月～[56]：ニコニコ生放送、Youtube Live、インティ・チャンネルにて[57][58])
- 美少女ゲームch出張版 ロスエコチャンネル（2016年 - 2017年、ニコニコ生放送）
- 櫻川めぐのメグリズム[59]　(2017年4月 - 2017年8月、ニコニコ生放送 株式会社Sチャンネル)
- 櫻川めぐのメグリズム Season.2[60]　(2017年10月-2020年5月、FRESH!公式チャンネル)[61]
- 櫻川めぐのメグリズム Season.3        (2020年6月 - 、OPENREC.TV)[62]
- ゆきめぐTV（2019年5月 - 、YouTube）[63]
- 櫻川めぐと秦佐和子のSHOW WHAT!? [64](2020年2月 - 8月　ニコニコ生放送)[65][66]

### 舞台
- 初等教育ロイヤル（2019年）[67]
- Reading Act『打ち上げ花火が消えた後、カケラみたいに光る星。』 葉月乙女 役 (2019年9月11日～16日)[68]
- 舞台『春風外伝2021』(2021年10月21日～25日)[69]
- 朗読劇『呪い喰らいの魔女』グリゼルダ 役 (2022年5月4日～6日)[70][71]
- 朗読劇『叶え屋『ソルシレーヴ』～メリーバッドエンド～(再演)』アシュリー 役 (2022年8月9日、11日、14日)[72]

### 博物館ナレーション・車内アナウンス
- 茨城県笠間市地域交流センター トモア 館内映像 友部ともみ 役 (2017年秋 -) [73]
- 筑波海軍航空隊記念館 館内映像ナレーション (2017年秋 -)[74]、VRナビゲーター さくら 役 (2018年6月 -)[75]
- 関東鉄道 桜川市・つくば市間広域連携バス（通称桜川市バス、ヤマザクラGO） 車内アナウンス（2017年10月 - ）[76]

## ディスコグラフィ

### シングル
| #   | 発売日        | タイトル            | 規格品番  | オリコン最高位 |
| --- | ------------- | ------------------- | --------- | -------------- |
| 1st | 2011年8月31日 | 1・2・3でオンライン | QECB-38   | 74位           |
| 2nd | 2012年7月25日 | BRAVE BLADE!        | LACM-4954 | 53位           |

### アルバム
| 発売日         | タイトル         | 規格品番                                |
| -------------- | ---------------- | --------------------------------------- |
| 2021年10月20日 | キボウマイロード | 櫻川めぐ盤（特典盤A）AECL-3001-2        |
| 2021年10月20日 | キボウマイロード | Elements Garden盤（特典盤B）AECL-3003-4 |
| 2021年10月20日 | キボウマイロード | 通常盤 AECL-3005-6                      |

### タイアップ曲
| 時期   | 楽曲                                                                        | タイアップ                                                                                 | 商品例                                                                                        |
| ------ | --------------------------------------------------------------------------- | ------------------------------------------------------------------------------------------ | --------------------------------------------------------------------------------------------- |
| 2009年 | 「つまさきMovin'on!」                                                       | ゲーム『この青空に約束を― てのひらのらくえん』オープニングテーマ                           | C75 さかハリ・青空セット「つまさきMovin'on!」                                                 |
| 2009年 | 「竜たちノ夢」                                                              | ゲーム『コミュ - 黒い竜と優しい王国 -』挿入歌                                              | コミュ - 黒い竜と優しい王国 - ORIGINAL SOUNDTRACK                                             |
| 2009年 | 「明日の風景」                                                              | ゲーム『絶対★魔王〜ボクの胸キュン学園サーガ〜』エンディングテーマ                          | 絶対★魔王 ORIGINAL SOUND TRACK〜ボクの耳キュン音楽祭〜                                        |
| 2010年 | 「Colorfull×SMILE!」                                                        | ゲーム『キュアフル！』オープニングテーマ                                                   | キュアフル！ 初回特典 オリジナルサウンドトラック 〜Cure Yell〜                                |
| 2010年 | 「初恋carnival」                                                            | ゲーム『シュガーコートフリークス』オープニングテーマ                                       | シュガーコートフリークス オリジナルサウンドトラック                                           |
| 2010年 | 「ハッピー・スマイル！」                                                    | ゲーム『色に出でにけり わが恋は』エンディングテーマ                                        | 色に出でにけり わが恋は 予約特典 主題歌CD                                                     |
| 2010年 | 「小倉君のタン美な日々」                                                    | ゲーム『ぐらタン』オープニングテーマ                                                       | ぐらタン 初回限定版特典 COTTON 100% CD5                                                       |
| 2010年 | 「Treasure/Pleasure」                                                       | ゲーム『涼風のメルト -Where wishes are drawn to each other-』エンディングテーマ            | 涼風のメルト 予約特典CD オリジナルボーカルマキシシングル                                      |
| 2010年 | 「CHANGE MY WORLD」                                                         | ゲーム『祝祭のカンパネラ！』エンディングテーマ                                             | 祝祭のカンパネラ! 主題歌マキシシングルCD                                                      |
| 2011年 | 「Little smile」                                                            | ゲーム『ダンボール戦機』エンディングテーマ                                                 | アルバム「キボウマイロード」                                                                  |
| 2011年 | 「ナチュラル・テンポ」                                                      | ゲーム『とらバ！』エンディングテーマ                                                       | とらバ！ with サウンドパッケージ                                                              |
| 2011年 | 「1・2・3でオンライン」                                                     | ゲーム『エミル・クロニクル・オンライン』ニコニコ動画生放送番組 『えこなまっ!』テーマソング | シングル「1・2・3でオンライン」                                                               |
| 2011年 | 「目には目を、闇には闇の断罪を」                                            | ゲーム『イヅナ斬審剣』オープニングテーマ                                                   | AKABEiSOFT2&Sisters Vocal Collection                                                          |
| 2012年 | 「光を継ぐもの」                                                            | ゲーム『ヒーローズファンタジア』挿入歌                                                     | HEROES PHANTASIA LIMITED EDITION SPECIAL SOUND TRACK CD                                       |
| 2012年 | 「リトルアルカディア」                                                      | ゲーム『リトルウィッチ パルフェ 黒猫魔法店物語』エンディングテーマ                         | HEARTFUL WISH / リトルアルカディア                                                            |
| 2012年 | 「Beyond the time」                                                         | ゲーム『VAMPIRE SWEETIE』オープニングテーマ                                                | アルバム「キボウマイロード」                                                                  |
| 2012年 | 「Revive」                                                                  | ゲーム『fortissimo EXS//Akkord:nächsten Phase』エンディングテーマ                          | シングル「1・2・3でオンライン」カップリング                                                   |
| 2012年 | 「BRAVE BLADE!」                                                            | アニメ『カンピオーネ! 〜まつろわぬ神々と神殺しの魔王〜』オープニングテーマ                 | シングル「BRAVE BLADE!」                                                                      |
| 2012年 | 「メイメツ、フラグメンツ」 （中山真斗 feat.桜川めぐ）                       | ゲーム『beatmania IIDX 20 tricoro』関連曲                                                  | beatmania IIDX 20 tricoro ORIGINAL SOUNDTRACK Vol.1                                           |
| 2013年 | 「BreakinʼTragedy」                                                         | ゲーム『Z/X 絶界の聖戦』エンディングテーマ                                                 | アルバム「キボウマイロード」                                                                  |
| 2013年 | 「Be Oneself!」                                                             | ゲーム『XBLAZE CODE:EMBRYO』オープニングテーマ                                             | DL限定であったが、アルバム「キボウマイロード」にてCD化                                        |
| 2013年 | 「TRUTH」                                                                   | ゲーム『XBLAZE CODE:EMBRYO』エンディングテーマ                                             | DL限定であったが、アルバム「キボウマイロード」にてCD化                                        |
| 2013年 | 「Drive Qualia -過去と未来のコトノハ-」                                     | ゲーム『BLAZBLUE -CHRONOPHANTASMA-』エンディングテーマ                                     | 限定版・予約特典CD「BLAZBLUE SONG INTERLUDE II」                                              |
| 2013年 | 「お願いアインシュタイン -my relative gravity-」 （中山真斗 feat.桜川めぐ） | ゲーム『beatmania IIDX 21 SPADA』関連曲                                                    | beatmania IIDX 21 SPADA ORIGINAL SOUNDTRACK VOL.2                                             |
| 2014年 | 「Silent Wish」                                                             | ゲーム『D.C.III P.P. 〜ダ・カーポIII プラチナパートナー〜』挿入歌                          | D.C.III P.P.〜ダ・カーポIII プラチナパートナー〜 ボーカルミニアルバム                         |
| 2014年 | 「ヒカリ」                                                                  | ゲーム『戦国闘檄 ～バーニングスピリッツ～』主題歌                                          | アルバム「キボウマイロード」                                                                  |
| 2015年 | 「sacrifice Love」                                                          | ゲーム『ぼくの一人戦争』オープニングテーマ                                                 | ぼくの一人戦争 オリジナル・サウンドトラック                                                   |
| 2016年 | 「Snow Symphony」                                                           | ゲーム『リプキス』挿入歌                                                                   | リプキス オリジナルサウンドトラック「Soft Kiss」                                              |
| 2016年 | 「夜明けが聞こえる」                                                        | ゲーム『ウィザーズコンプレックス』エンディングテーマ                                       | ウィザーズコンプレックス ういんどみるオフィシャル通販特典マキシシングルCD                     |
| 2016年 | 「恋と魔法とヤキモチと」                                                    | ゲーム『ヤキモチ彼女の一途な恋』オープニングテーマ                                         | ヤキモチ彼女の一途な恋 ソフマップ特典オリジナルデジタルコンテンツCD                           |
| 2016年 | 「パンダ!リンダ!パンダ」                                                    | パチンコ『CR鉄拳2 -闘神ver-』関連曲                                                        | -                                                                                             |
| 2016年 | 「Legame Eterno」                                                           | ゲーム『グランドサマナーズ』主題歌                                                         | グランドサマナーズ オリジナルサウンドトラック                                                 |
| 2016年 | 「Rebellion Edge」                                                          | ゲーム『竜騎士 Bloody†Saga』オープニングテーマ                                             | 2019 AKABEi SOFT Official Fan Club Continued Special gift 『Vocal Collection』                |
| 2017年 | 「Hydrargyrum」                                                             | ゲーム『スイセイギンカ』オープニングテーマ                                                 | スイセイギンカ 初回限定版特典 オリジナルサウンドトラック                                      |
| 2017年 | 「水棲」                                                                    | ゲーム『スイセイギンカ』挿入歌                                                             | スイセイギンカ 初回限定版特典 オリジナルサウンドトラック                                      |
| 2017年 | 「銀の夜明け」                                                              | ゲーム『スイセイギンカ』エンディングテーマ                                                 | スイセイギンカ 初回限定版特典 オリジナルサウンドトラック                                      |
| 2017年 | 「UNLIMITED MIND」 （SOUND HOLIC feat. 桜川めぐ）                           | ゲーム『萌え萌え2次大戦（略）3』主題歌                                                     | SystemSoft Alpha & unicorn-a Vocal Collection Vol.4                                           |
| 2017年 | 「To “five” Kiss」                                                          | ゲーム『働くオタクの恋愛事情』オープニングテーマ                                           | 2019 AKABEi SOFT Official Fan Club Continued Special gift 『Vocal Collection』                |
| 2017年 | 「不思議なプリズム」                                                        | ゲーム『ワガママハイスペックOC』エンディングテーマ                                         | ワガママハイスペックOC 初回版特典 ボーカルアルバム                                            |
| 2017年 | 「マホウノコトバ」 （榊原ゆい & 櫻川めぐ）                                  | ゲーム『まほ×ろば -Witches spiritual home-』主題歌                                         | まほ×ろば -Witches spiritual home- オリジナルサウンドトラック                                 |
| 2017年 | 「ラブシンクロニシティ」                                                    | ゲーム『あぶのーまるらば～ず』主題歌                                                       | あぶのーまるらば～ず オリジナル・サウンドトラック                                             |
| 2018年 | 「千代に恵む神語り」                                                        | ゲーム『ロスト・エコーズ』イメージソング                                                   | -                                                                                             |
| 2018年 | 「桜色の夢の中」                                                            | ゲーム『ロスト・エコーズ』エンディングテーマ                                               | -                                                                                             |
| 2018年 | 「オープニングセレモニー」                                                  | ゲーム『IxSHE Tell』主題歌                                                                 | IxSHE Tell 初回特典 SPECIAL DISC                                                              |
| 2018年 | 「ヒットコール！」                                                          | ゲーム『ラズベリーキューブ』エンディングテーマ                                             | ラズベリーキューブ ボーカルアルバム                                                           |
| 2019年 | 「Love may fly!」                                                           | ゲーム『love clear -ラブクリア-』オープニングテーマ                                        | love clear -ラブクリア- 初回限定版特典 オリジナルサウンドトラック「C MUSIC」                  |
| 2019年 | 「僕らのWatercolor」                                                        | ゲーム『どっちのiが好きですか?』オープニングテーマ                                         | どっちのiが好きですか? 初回特典 SPECIAL DISC                                                  |
| 2020年 | 「繋いでいく未来」                                                          | ゲーム『まいてつ Last Run!!』ニイロク エンディングテーマ                                   | まいてつ Last Run!! Vocal Complete Album                                                      |
| 2020年 | 「Unreal Creation!」                                                        | ゲーム『ハミダシクリエイティブ』オープニングテーマ                                         | ハミダシクリエイティブ ボーカルアルバム                                                       |
| 2020年 | 「Singing Wheel」                                                           | アニメ『レヱル・ロマネスク』エンディングテーマ                                             | レヱル・ロマネスク 音楽全集                                                                   |
| 2021年 | 「奇跡へのブラーヴィ」 （榊原ゆい & 櫻川めぐ）                              | ゲーム『悠久のカンパネラ』オープニングテーマ                                               | 悠久のカンパネラ マキシシングルCD                                                             |
| 2021年 | 「春は詩と共に」                                                            | ゲーム『思い出抱えてアイにコイ!!』主題歌                                                   | 思い出抱えてアイにコイ!! 初回特典 トリプルアイコイ特典 BONUS 03                               |
| 2021年 | 「ヒビハ!EverGreen」                                                        | ゲーム『思い出抱えてアイにコイ!!』エンディングテーマ                                       | 思い出抱えてアイにコイ!! Original Soundtrack                                                  |
| 2022年 | 「Blooming Kiss!」 （櫻川めぐ feat.せーふく部）                             | ゲーム『アイキス3 cute』『アイキス3 sexy』オープニングテーマ                               | アイキス3 cute完全生産限定版／sexy豪華版 特典 主題歌&カバーソングアルバム「最強カワイイ宣言」 |

### キャラクターソング
| 発売日   | 商品名 | 歌                                     | 楽曲 | 備考                                                                    |
| 2009年   | 2009年 | 2009年                                 | 2009年 | 2009年                                                                  |
| -------- | --- | -------------------------------------- | --- | ----------------------------------------------------------------------- |
| 6月26日  | エミル・クロニクル・オンラインキャラクターイメージCD SPRING ティタ「コイイロパティオ」                                                                    | ティタ（桜川めぐ）                     | 「コイイロパティオ」                                                                                          | ゲーム『エミル・クロニクル・オンライン』関連曲                          |
| 8月26日  | エミル・クロニクル・オンラインキャラクターイメージCD SUMMER ティタ「マシュマロビート」                                                                    | ティタ（桜川めぐ）                     | 「マシュマロビート」                                                                                          | ゲーム『エミル・クロニクル・オンライン』関連曲                          |
| 11月11日 | エミル・クロニクル・オンラインキャラクターイメージCD AUTUMN ティタ「Wonderシュガームーン」                                                                | ティタ（桜川めぐ）                     | 「Wonderシュガームーン」                                                                                      | ゲーム『エミル・クロニクル・オンライン』関連曲                          |
| 2010年   | |                                        | |                                                                         |
| 1月13日  | エミル・クロニクル・オンラインキャラクターイメージCD WINTER ティタ「粉雪ファンタジー」                                                                    | ティタ（桜川めぐ）                     | 「粉雪ファンタジー」                                                                                          | ゲーム『エミル・クロニクル・オンライン』関連曲                          |
| 2012年   | |                                        | |                                                                         |
| 6月24日  | EVERFREE EVERGREEN | 姫咲明日香（桜川めぐ）                 | 「EVERFREE EVERGREEN」                                                                                        | ライトノベル『詠う少女の創楽譜』イメージソング                          |
| 2013年   | |                                        | |                                                                         |
| 4月10日  | Notes of School idol days | A-RISE                                 | 「Private Wars」                                                                                              | テレビアニメ『ラブライブ!』挿入歌                                       |
| 2014年   | |                                        | |                                                                         |
| 8月27日  | Notes of School idol days 〜Glory〜 | A-RISE                                 | 「Shocking Party」                                                                                            | テレビアニメ『ラブライブ! 2nd Season』挿入歌                            |
| 11月12日 | 蒼乃燐光 | モルフォ（桜川めぐ）                   | 「蒼の彼方」 「霧時計」 「紅色カゲロウ」 「追憶の心傷」 「碧き扉」 「月世界航路」 「灼熱の旅」 「輪廻」       | ゲーム『蒼き雷霆 ガンヴォルト』挿入歌                                   |
| 2015年   | |                                        | |                                                                         |
| 2月25日  | 蒼き雷霆ガンヴォルト 義心憤怒 / III | モルフォ（桜川めぐ）                   | 「櫻華爛漫」                                                                                                  | ゲーム『蒼き雷霆 ガンヴォルト』挿入歌                                   |
| 3月10日  | 蒼き雷霆ガンヴォルト 平穏への憧憬 / III | シアン（桜川めぐ）                     | 「青写真 -Cyanotype-」                                                                                        | ゲーム『蒼き雷霆 ガンヴォルト』挿入歌                                   |
| 2016年   | |                                        | |                                                                         |
| 11月3日  | 夢現の青 -into the blue- | モルフォ（桜川めぐ）                   | 「藍の運命」 「虚空の円環」 「多元的宇宙」 「瑠璃色刹那」 「菫青石」 「輪廻 新章」                            | ゲーム『蒼き雷霆 ガンヴォルト 爪』挿入歌                                |
| 11月3日  | 夢現の青 -into the blue- | モルフォ（桜川めぐ）                   | 「並行世界」                                                                                                  | ゲーム『蒼き雷霆 ガンヴォルト ストライカーパック』テーマソング          |
| 2017年   | |                                        | |                                                                         |
| 9月28日  | OVA 蒼き雷霆 ガンヴォルト 特典CD2 蒼き雷霆ガンヴォルト 活劇歌曲集                                                                                         | モルフォ（櫻川めぐ）                   | 「真実≒現実」                                                                                                 | OVA『蒼き雷霆 ガンヴォルト』主題歌                                      |
| 9月28日  | OVA 蒼き雷霆 ガンヴォルト 特典CD2 蒼き雷霆ガンヴォルト 活劇歌曲集                                                                                         | モルフォ（櫻川めぐ）                   | 「最期の冀望」 「追躡の果て」 「蒼空」                                                                        | OVA『蒼き雷霆 ガンヴォルト』挿入歌                                      |
| 10月10日 | 蒼き雷霆ガンヴォルト爪 機械仕掛けの儚夢 / III | モルフォ（櫻川めぐ）                   | 「成層圏」 | ゲーム『蒼き雷霆 ガンヴォルト 爪』挿入歌                                |
| 11月14日 | 蒼き雷霆ガンヴォルト爪 楽園狂騒曲 / III | モルフォ（櫻川めぐ）                   | 「空白書版」                                                                                                  | ゲーム『蒼き雷霆 ガンヴォルト 爪』挿入歌                                |
| 2018年   | |                                        | |                                                                         |
| 6月22日  | 蒼き雷霆ガンヴォルト 蒼き雷霆ガンヴォルト 爪 オフィシャルコンプリートワークス 特典音楽CD MORPHO SONG RE-COLLECTION - 2018 REMIX -                         | モルフォ（櫻川めぐ）                   | 「蒼の彼方 - 2018 REMIX -」 「櫻華爛漫 - 2018 REMIX -」 「輪廻 - 2018 REMIX -」                               | ゲーム『蒼き雷霆 ガンヴォルト』関連曲                                   |
| 6月22日  | 蒼き雷霆ガンヴォルト 蒼き雷霆ガンヴォルト 爪 オフィシャルコンプリートワークス 特典音楽CD MORPHO SONG RE-COLLECTION - 2018 REMIX -                         | モルフォ（櫻川めぐ）                   | 「空白書版 - 2018 REMIX -」 「藍の運命 - 2018 REMIX -」 「成層圏 - 2018 REMIX -」 「並行世界 - 2018 REMIX -」 | ゲーム『蒼き雷霆 ガンヴォルト 爪』関連曲                                |
| 8月10日  | GHOST SONG 02. | マリー・アントワネット（櫻川めぐ）     | 「花は夢見るだけじゃない」 「ももいろ ボナペティ」                                                            | 『GHOST CONCERT』関連曲                                                 |
| 2019年   | |                                        | |                                                                         |
| 1月24日  | - | ルナ（櫻川めぐ）                       | 「Luna Beam」                                                                                                 | ゲーム『Ar:pieL(アルピエル)』関連曲                                     |
| 2020年   | |                                        | |                                                                         |
| 4月22日  | GHOST SONG xx.「SHOW TIME」 | マリー・アントワネット（櫻川めぐ）     | 「恋して人生 トレビアン♪」                                                                                    | 『GHOST CONCERT』関連曲                                                 |
| 11月29日 | 電翅の旅路（バタフライ・ログ） | モルフォ（櫻川めぐ）                   | 「兆候（サイン）」                                                                                            | ゲーム『蒼き雷霆 ガンヴォルト 』関連曲                                  |
| 11月29日 | 電翅の旅路（バタフライ・ログ） | モルフォ（櫻川めぐ）                   | 「忘却の雫」                                                                                                  | ゲーム『蒼き雷霆 ガンヴォルト 』関連曲                                  |
| 11月29日 | 電翅の旅路（バタフライ・ログ） | モルフォ（櫻川めぐ）                   | 「砂の引金（トリガー）」                                                                                      | ゲーム『蒼き雷霆 ガンヴォルト 』関連曲                                  |
| 11月29日 | 電翅の旅路（バタフライ・ログ） | モルフォ（櫻川めぐ）                   | 「逆説舞台（パラドクスステージ）」                                                                            | ゲーム『蒼き雷霆 ガンヴォルト 』関連曲                                  |
| 11月29日 | 電翅の旅路（バタフライ・ログ） | モルフォ（櫻川めぐ）                   | 「巡る暦（パラペグマ）」                                                                                      | ゲーム『蒼き雷霆 ガンヴォルト 』関連曲                                  |
| 11月29日 | 電翅の旅路（バタフライ・ログ） | モルフォ（櫻川めぐ）                   | 「夕空境目（スカイライン）」                                                                                  | ゲーム『蒼き雷霆 ガンヴォルト 』関連曲                                  |
| 11月29日 | 電翅の旅路（バタフライ・ログ） | モルフォ（櫻川めぐ）                   | 「終着駅（ラストステイション）」                                                                              | ゲーム『蒼き雷霆 ガンヴォルト 』PS4版 ストライカーパック 主題歌         |
| 11月29日 | 電翅の旅路（バタフライ・ログ） | モルフォ（櫻川めぐ）                   | 「揺籃歌（ララバイ）」                                                                                        | ゲーム『蒼き雷霆 ガンヴォルト 』関連曲                                  |
| 2022年   | |                                        | |                                                                         |
| 7月28日  | 蒼き雷霆 ガンヴォルト 鎖環（ギブス）サウンドトラックCD | モルフォ（櫻川めぐ）                   | 「彼の記憶（ヒノメモリア）」                                                                                  | ゲーム『蒼き雷霆 ガンヴォルト 鎖環（ギブス）』主題歌                    |
| 7月28日  | 蒼き雷霆 ガンヴォルト 鎖環（ギブス）サウンドトラックCD | モルフォ（櫻川めぐ）                   | 「軌跡（マーカー）」                                                                                          | ゲーム『蒼き雷霆 ガンヴォルト 鎖環（ギブス）』挿入歌                    |
| 7月28日  | 蒼き雷霆 ガンヴォルト 鎖環（ギブス）サウンドトラックCD | モルフォ（櫻川めぐ）                   | 「幻想巡夜（エルゴスム）」                                                                                    | ゲーム『蒼き雷霆 ガンヴォルト 鎖環（ギブス）』挿入歌                    |
| 7月28日  | 蒼き雷霆 ガンヴォルト 鎖環（ギブス）サウンドトラックCD | モルフォ（櫻川めぐ）                   | 「理壊者（リベレイター）」                                                                                    | ゲーム『蒼き雷霆 ガンヴォルト 鎖環（ギブス）』挿入歌                    |
| 7月28日  | 蒼き雷霆 ガンヴォルト 鎖環（ギブス）サウンドトラックCD | モルフォ（櫻川めぐ）                   | 「輪廻邂逅（リインカネーションフェイトフル）」                                                                | ゲーム『蒼き雷霆 ガンヴォルト 鎖環（ギブス）』挿入歌                    |
| 7月28日  | 蒼き雷霆 ガンヴォルト 鎖環（ギブス）サウンドトラックCD | モルフォ（櫻川めぐ）                   | 「硝子の楽園（ハリボテ）」                                                                                    | ゲーム『蒼き雷霆 ガンヴォルト 鎖環（ギブス）』挿入歌                    |
| 7月28日  | 蒼き雷霆 ガンヴォルト 鎖環（ギブス）サウンドトラックCD | モルフォ（櫻川めぐ）                   | 「夢路の暇（いとま）」                                                                                        | ゲーム『蒼き雷霆 ガンヴォルト 鎖環（ギブス）』挿入歌                    |
| 8月17日  | てっぺんっ天国 〜TOP OF THE LAUGH!!!〜 | てっぺんっオールスターズ               | 「てっぺんっ天国 〜TOP OF THE LAUGH!!!〜」                                                                    | テレビアニメ『てっぺんっ!!!』オープニングテーマ                         |
| 2025年   | |                                        | |                                                                         |
| 7月24日  | 蒼き雷霆 ガンヴォルト トライアングルエディション 10周年記念（テンスバーサリー）コンプリートBOX同梱CD「蒼き雷霆 ガンヴォルト ボーナスソングコレクション 」 | モルフォ（櫻川めぐ）                   | 「十全軌譚（ディケード）」                                                                                    | ゲーム『蒼き雷霆 ガンヴォルト トライアングル エディション』テーマソング |
| 7月24日  | 蒼き雷霆 ガンヴォルト トライアングルエディション 10周年記念（テンスバーサリー）コンプリートBOX同梱CD「蒼き雷霆 ガンヴォルト ボーナスソングコレクション 」 | モルフォ（櫻川めぐ）                   | 「比翼の音音（おとね）」                                                                                      | ゲーム『GUNVOLT RECORDS 電子軌録律（サイクロニクル）』挿入歌            |
| 7月24日  | 蒼き雷霆 ガンヴォルト トライアングルエディション 10周年記念（テンスバーサリー）コンプリートBOX同梱CD「蒼き雷霆 ガンヴォルト ボーナスソングコレクション 」 | モルフォ（櫻川めぐ）、RoRo（峯田茉優） | 「藍の運命-デュエット版-」                                                                                    | 『蒼き雷霆 ガンヴォルト 爪』挿入歌                                      |

## ライブ・イベント

### 単独ライブ・イベント
| 出演日               | タイトル                                               | 会場                                       |
| -------------------- | ------------------------------------------------------ | ------------------------------------------ |
| 2014年1月31日        | 桜川めぐ LIVE FIRST                                    | 池袋RED-Zone（東京都）                     |
| 2018年10月20日       | 櫻川めぐ Fan Meeting in Hong Kong 2018                 | 香港兆基創意書院(HKICC)多媒體劇場（香港）  |
| 2019年4月13日 - 14日 | 櫻川めぐ ゆかりの地を巡る 1泊2日の旅 in 茨城           | 桜川市・笠間市（茨城県）                   |
| 2019年10月20日       | SAKURAGAWA MEGU BIRTHDAY LIVE 2019                     | DESEO mini with VILLAGE VANGUARD（東京都） |
| 2020年10月24日       | SAKURAGAWA MEGU BIRTHDAY EVENT 2020 -ONLINE-           | Zirco Tokyo より Twit Casting LIVE 配信    |
| 2021年11月13日       | Sakuragawa Megu Anniversary Live 2021                  | 横浜みなとみらいブロンテ                   |
| 2022年11月5日        | SAKURAGAWA MEGU BIRTHDAY PARTY CRUISE 2022 in YOKOHAMA | 横浜港大さん橋国際客船ターミナル周辺       |

### 合同ライブ・イベント
| 出演日                | タイトル | 会場 |
| --------------------- | --- | --- |
| 2009年9月17日         | Change of Carnival -fourth Night-                                                                                     | 恵比寿LIVE GATE（東京都）                                                                                    |
| 2009年11月1日         | ガンホーフェスティバル2009                                                                                            | パシフィコ横浜 Dホール（神奈川県）                                                                           |
| 2009年11月21日        | EVIHABARA -二十七丁目                                                                                                 | 恵比寿LIVE GATE（東京都）                                                                                    |
| 2011年1月30日         | あかべぇそふとつぅ LIVE 2011                                                                                          | 神奈川県立県民ホール（神奈川県）                                                                             |
| 2011年6月4日          | ハートフルステージ2011 inガンホーフェスティバル                                                                       | ディファ有明 (東京都)                                                                                        |
| 2011年12月3日         | ECO祭2011 えこえこ・ぱーてぃtheしっくす                                                                               | 秋葉原UDXギャラリー（東京都）                                                                                |
| 2012年2月5日          | Chaos Party vol.08 | 川崎セルビアンナイト（神奈川県）                                                                             |
| 2012年3月18日         | P.C.M. Live!02 | 銀座パセラBENOA（東京都）                                                                                    |
| 2012年4月28日         | オリヒメヨゾラ birthdaylive2012〜Ready-go-round〜                                                                     | パセラリゾーツ グランデ 渋谷店（東京都）                                                                     |
| 2012年7月21日         | あかべぇそふとつぅ LIVE 2012                                                                                          | SHIBUYA-AX（東京都）                                                                                         |
| 2012年7月25日         | 「BRAVE BLADE！」発売記念トーク&握手会                                                                                | AKIHABARAゲーマーズ本店（東京都）                                                                            |
| 2012年9月22日         | P.C.M.Live! sunlight                                                                                                  | 船の科学館（東京都）                                                                                         |
| 2012年11月25日        | P.C.M. Live! special                                                                                                  | CLUB CITTA'（神奈川県）                                                                                      |
| 2012年12月8日         | ECO祭2012 えこえこらいぶ・the・せぶんす                                                                               | 東京都渋谷区某所（東京都）                                                                                   |
| 2012年12月16日        | 「カンピオーネ！～まつろわぬ神々と神殺しの魔王～」～聖誕祭～                                                          | 科学技術館サイエンスホール（東京都）                                                                         |
| 2013年2月26日         | Neo generation Lives Vol.02                                                                                           | 恵比寿天窓.switch（東京都）                                                                                  |
| 2013年5月28日         | 戦国闘檄 プロジェクト プレスリリース発表会                                                                            | 都内某所 (未公開)                                                                                            |
| 2013年9月29日         | CUBISM Vol.3 | ターミナルプラザことにパトス（北海道）                                                                       |
| 2014年3月22日         | AxE x06 | 京都FANJ（京都府）                                                                                           |
| 2014年10月4日         | 蒼き雷霆 ガンヴォルト サウンドトラック発売記念 インティ・クリエイツインストアイベント14’秋 トークショーwithミニライブ | アソビットシティB1イベントホール（東京都）                                                                   |
| 2015年2月28日         | SUMERAGI GROUP PRESENTS MORPHO SUPER LIVE（INTI CREATES FAN FESTA 2015 第2部）                                        | 原宿アストロホール（東京都）                                                                                 |
| 2015年3月29日         | BLAZBLUE MUSIC LIVE 2015                                                                                              | Zepp Tokyo（東京都）                                                                                         |
| 2015年9月27日         | 聖騎士Melty☆Lovers 発売記念イベント                                                                                   | 廣瀬無線本社ビル5F イベントホールA（東京都）                                                                 |
| 2016年1月16日         | SUMERAGI GROUP PRESENTS MORPHOSUPER LIVE 2016                                                                         | 吉祥寺 CLUB SEATA（東京都）                                                                                  |
| 2016年2月18日         | INTI CREATES PRESENTS LUMEN SUPER LIVE the 3rd in Washington D.C.（MAG Fest内でのMORPHO SUPER LIVE）                  | 現地：National Harbor（アメリカ・ワシントンDC）＋ ネット配信：Twich                                          |
| 2016年4月26日         | 蒼き雷霆 ガンヴォルト 新作発表会                                                                                      | パセラグランデ渋谷（東京都）                                                                                 |
| 2016年6月11日         | Windmill Live 2016 | ステラボール（東京都）                                                                                       |
| 2016年8月13日         | 「petitlinge」新ブランド発表会（C90）                                                                                 | 東京国際展示場（東京都）                                                                                     |
| 2016年8月20日         | ExE | MILULARI（大阪府）                                                                                           |
| 2016年9月24日         | Finder Project Presents ドキドキパニック Vol.1                                                                        | 自由空間CreAto（東京都）                                                                                     |
| 2016年10月29日 - 30日 | がたふぇすVol.7 オープニングステージ / 中夜祭 / グランドフィナーレ GATステージ                                        | 万代シテイパーク（新潟県）                                                                                   |
| 2016年11月5日         | MORPHO SUPER LIVE 2016（INTI CREATES FAN FESTA 20th Anniversary内イベント）                                           | 市川市文化会館 大ホール                                                                                      |
| 2017年1月29日         | あっぷりけ&暁WORKS 10周年記念ライブイベント                                                                           | パセラリゾーツ銀座B3F BENOA（東京都）                                                                        |
| 2017年2月25日         | 東京ゲーム音楽ショー 2017                                                                                             | ディファ有明（東京都）                                                                                       |
| 2017年5月21日         | カサマルシェ | 地域交流センターともべ「トモア」（茨城県）                                                                   |
| 2017年7月1日          | Re:animation 10 -Rave In 潮風公園- DAY1 Special Stage「Sプチ祭り」                                                    | 潮風公園 太陽の広場（東京都）                                                                                |
| 2017年9月16日         | 肉フェス TOKYO 2017 秋                                                                                                | 駒沢オリンピック公園 中央広場（東京都）                                                                      |
| 2017年9月18日         | SUMERAGI GROUP PRESENTS MORPHO SUPER LIVE 2017                                                                        | 吉祥寺 CLUB SEATA（東京都）                                                                                  |
| 2017年10月22日        | SUMERAGI GROUP PRESENTS MORPHO SUPER LIVE 2017 追加公演                                                               | 吉祥寺 CLUB SEATA（東京都）                                                                                  |
| 2017年11月12日        | まどそふとLIVE 2017                                                                                                   | THE GRAND HALL（東京都）                                                                                     |
| 2017年12月29日        | ARIA冬祭り2017 × S冬祭り2017                                                                                          | 東京国際フォーラム ホールC（東京都）                                                                         |
| 2018年2月11日 - 12日  | 三陸コネクトフェスティバル                                                                                            | 大槌町中央公民館・大槌町城山公園体育館（岩手県）                                                             |
| 2018年2月24日         | はぴめろ＠えびす tr13 ♪冬のエピローグ                                                                                 | 恵比寿CreAto（東京都）                                                                                       |
| 2018年3月10日         | 戯画 1st LIVE ～Sky ticket～                                                                                          | ディファ有明（東京都）                                                                                       |
| 2018年4月14日         | SAKURAフェスティバル                                                                                                  | 桜川市総合運動公園（茨城県）                                                                                 |
| 2018年7月28日 - 29日  | ANISON DREAM STAGE 2018                                                                                               | 九龍湾国際展貿中心（香港）                                                                                   |
| 2018年11月17日        | まどそふとLIVE 2018                                                                                                   | WOMB LIVE（東京都）                                                                                          |
| 2019年1月5日          | ADACHI HOUSEお正月紅白歌合戦2019~茨城で歌おう~                                                                        | 地域交流センターともべ「Tomoa」（茨城県）                                                                    |
| 2019年3月30日 - 31日  | 三陸コネクトフェスティバル2019                                                                                        | 大槌町中央公民館・大槌町城山公園体育館（岩手県）                                                             |
| 2019年4月13日         | SAKURAフェスティバル2019                                                                                              | 桜川市総合運動公園（茨城県）                                                                                 |
| 2019年6月29日         | GHOST CONCERT -PRELUDE 00.-                                                                                           | 恵比寿The Garden Room（東京都）                                                                              |
| 2019年9月22日         | GHOST CONCERT -PRELUDE 01.-                                                                                           | 全電通労働会館ホール (東京都)                                                                                |
| 2020年2月9日          | まいてつ Last Run!! Vocal Complete Album リリース記念イベント                                                         | ソフマップAKIBA①号店サブカル・モバイル館8Fマップ劇場 (東京都)                                                |
| 2020年6月9日          | SUMERAGI GROUP PRESENTS MORPHO VIRTUAL LIVE 2020                                                                      | 配信ライブ：ガンヴォルト情報局 第25回 内にて （YouTube Live、ニコニコ生放送）                                |
| 2020年9月26日         | まいてつ Last Run!! Vocal Complete Album リリース記念配信イベント                                                     | ソフマップAKIBA①号店サブカル・モバイル館8Fマップ劇場より配信、LINE LIVE(第一部トーク)、YouTube(第二部ライブ) |
| 2020年11月28日        | まどそふとLIVE 2020                                                                                                   | 江戸川区総合文化センター 大ホール (東京都)                                                                   |
| 2022年8月7日          | SUMERAGI GROUP PRESENTS MORPHO SUPER LIVE 2022 : Day1                                                                 | 現地：GRIT at Shibuya（東京都）＋ ネット配信：ZAIKO                                                          |
| 2022年9月11日         | SUMERAGI GROUP PRESENTS MORPHO SUPER LIVE 2022 : Day2                                                                 | 現地：GRIT at Shibuya（東京都）＋ ネット配信：ZAIKO                                                          |
| 2022年12月10日        | レヱルロマネスク・サミットin人吉2022 Day1                                                                             | 人吉復興！コンテナ マルシェ（熊本県）                                                                        |
| 2022年12月11日        | 京 Premium Live 2022 Day3                                                                                             | ロームシアター京都 メインホール（京都府）                                                                    |
| 2023年1月8日          | MORPHO SUPER LIVE 2023: LUXAIR RISING                                                                                 | 現地：神田明神ホール（東京都）＋ ネット配信：ZAIKO                                                           |